# Spanțov, Călărași
Spanțov este satul de reședință al comunei cu același nume din județul Călărași, Muntenia, România.